# Il ritorno del figliol prodigo - Umiliati
Il ritorno del figliol prodigo - Umiliati è un lungometraggio del 2003 diretto da Straub e Huillet; come dal titolo, è diviso in due episodi; è una libera trasposizione del romanzo Le donne di Messina di Elio Vittorini.

## Trama
Umiliati
Nel secondo dopoguerra, un gruppo di persone prende possesso di un paese abbandonato creando una comunità cercando di risolvere problemi fondamentali di sopravvivenza difendendosi dalla paura, dalla miseria e dalla violenza. Arriva poi un inviato del governo per comunicargli che nulla gli appartiene.